# Хельвег, Томас
То́мас Лунн Хе́львег (дат. Thomas Lund Helveg; род. 24 июня 1971[…], Оденсе) — датский футболист, защитник. Хельвег играл за многие известные команды, в том числе за «Милан», с которым выиграл Серию A и Лигу чемпионов УЕФА.
Дебютировал Хельвег в сборной в 1994 году, тогда же он был назван игроком года в Дании. За сборную он провёл 108 матчей, занимает шестое место в истории по сыгранным матчам. Хельвег выступал за сборную под руководством трёх разных тренеров, принял участие в двух чемпионатах мира и трёх чемпионатах Европы, а в феврале 2008 года объявил о завершении международной карьеры.

## Биография
Хельвег родился в Оденсе и начал выступать за местную команду «Оденсе», которая в то время играла в первом датском дивизионе. Томас быстро вписался в основной состав клуба. В 1992 году Хельвег поехал на Летнюю Олимпиаду 1992 в составе датской сборной и сыграл за неё три матча.
В 1993 году Хельвег был приобретён «Удинезе», в то время боровшимся за выживание в Серии A. Датчанин дебютировал в итальянском клубе в матче против «Аталанты» 28 ноября 1993 года. В первом сезоне за «Удинезе» Хельвег сыграл 22 матча и забил два гола. Хотя «Удинезе» и опустился в Серию B, Томаса вызвали в сборную Дании в апреле 1994 года; национальной командой в то время управлял Рихард Мёллер-Нильсен. Хельвег вышел на замену на 14-й минуте вместо травмированного Йона Йенсена. Вскоре он получит ещё несколько вызовов в сборную и закрепится в основном составе.
В сезоне 1994/95 «Удинезе» занял второе место в Серии B и вернулся в Серию A, а Хельвег сыграл 30 игр из 38. В следующем сезоне «Удинезе» достиг 10 места в Серии A. В июне 1996 года Томас Хельвег забил свой первый гол за сборную, а вскоре принял участие в Евро-1996, на котором Дания не вышла в плей-офф, заняв третье место в группе.
В апреле 1997 года в «Удинезе» перешёл ещё один датский футболист — Мартин Йоргенсен. Сезон 1996/97 стал для итальянской команды знаменательным. Они заняли пятое место в лиге и впервые вышли в еврокубки, а Хельвег провёл в том сезоне 30 игр из 34. В следующем сезоне Томас сыграл 4 матча в Кубке УЕФА и помог «Удинезе» достигнуть 3-й строчки в Серии A сезона 1997/98. И Хельвег, и Йоргенсен были вызваны в сборную Дании новым тренером Бу Юханссоном на чемпионат мира по футболу 1998. В 1/8 финала в матче против Нигерии Хельвег отметился голом.
В декабре 2010 года Хельвег завершил футбольную карьеру. Последней игрой в карьере игрока стал матч его клуба «Оденсе» с «Ольборгом», в которой команда Томаса победила со счётом 6:0.

## Статистика

### Матчи Хельвега за сборную Дании
| Матчи Хельвега за сборную Дании | Матчи Хельвега за сборную Дании | Матчи Хельвега за сборную Дании | Матчи Хельвега за сборную Дании | Матчи Хельвега за сборную Дании | Матчи Хельвега за сборную Дании                                 |
| ------------------------------- | ------------------------------- | ------------------------------- | ------------------------------- | ------------------------------- | --------------------------------------------------------------- |
| №                               | Дата                            | Соперник                        | Счёт                            | Голы Хельвега                   | Соревнование                                                    |
| 1                               | 20 апреля 1994                  | Венгрия                         | 3:1                             | —                               | Товарищеский матч                                               |
| 2                               | 26 мая 1994                     | Швеция                          | 1:0                             | —                               | Товарищеский матч                                               |
| 3                               | 1 июня 1994                     | Норвегия                        | 1:2                             | —                               | Товарищеский матч                                               |
| 4                               | 17 августа 1994                 | Финляндия                       | 2:1                             | —                               | Товарищеский матч                                               |
| 5                               | 7 сентября 1994                 | Македония                       | 1:1                             | —                               | Чемпионат Европы 1996 (отбор)                                   |
| 6                               | 12 октября 1994                 | Бельгия                         | 3:1                             | —                               | Чемпионат Европы 1996 (отбор)                                   |
| 7                               | 16 ноября 1994                  | Испания                         | 0:3                             | —                               | Чемпионат Европы 1996 (отбор)                                   |
| 8                               | 29 марта 1995                   | Кипр                            | 1:1                             | —                               | Чемпионат Европы 1996 (отбор)                                   |
| 9                               | 26 апреля 1995                  | Македония                       | 1:0                             | —                               | Чемпионат Европы 1996 (отбор)                                   |
| 10                              | 15 ноября 1995                  | Армения                         | 3:1                             | —                               | Чемпионат Европы 1996 (отбор)                                   |
| 11                              | 27 марта 1996                   | Германия                        | 0:2                             | —                               | Товарищеский матч                                               |
| 12                              | 24 апреля 1996                  | Шотландия                       | 2:0                             | —                               | Товарищеский матч                                               |
| 13                              | 2 июня 1996                     | Гана                            | 1:0                             | 1                               | Товарищеский матч                                               |
| 14                              | 9 июня 1996                     | Португалия                      | 1:1                             | —                               | Чемпионат Европы 1996                                           |
| 15                              | 16 июня 1996                    | Хорватия                        | 0:3                             | —                               | Чемпионат Европы 1996                                           |
| 16                              | 19 июня 1996                    | Турция                          | 3:0                             | —                               | Чемпионат Европы 1996                                           |
| 17                              | 14 августа 1996                 | Швеция                          | 1:0                             | —                               | Товарищеский матч                                               |
| 18                              | 1 сентября 1996                 | Словения                        | 2:0                             | —                               | Чемпионат мира 1998 (отбор)                                     |
| 19                              | 9 октября 1996                  | Греция                          | 2:1                             | —                               | Чемпионат мира 1998 (отбор)                                     |
| 20                              | 9 ноября 1996                   | Франция                         | 1:0                             | —                               | Товарищеский матч                                               |
| 21                              | 29 марта 1997                   | Хорватия                        | 1:1                             | —                               | Чемпионат мира 1998 (отбор)                                     |
| 22                              | 30 апреля 1997                  | Словения                        | 4:0                             | —                               | Чемпионат мира 1998 (отбор)                                     |
| 23                              | 8 июня 1997                     | Босния и Герцеговина            | 2:0                             | —                               | Чемпионат мира 1998 (отбор)                                     |
| 24                              | 20 августа 1997                 | Босния и Герцеговина            | 0:3                             | —                               | Чемпионат мира 1998 (отбор)                                     |
| 25                              | 10 сентября 1997                | Хорватия                        | 3:1                             | —                               | Чемпионат мира 1998 (отбор)                                     |
| 26                              | 11 октября 1997                 | Греция                          | 0:0                             | —                               | Чемпионат мира 1998 (отбор)                                     |
| 27                              | 25 марта 1998                   | Шотландия                       | 1:0                             | —                               | Товарищеский матч                                               |
| 28                              | 22 апреля 1998                  | Норвегия                        | 0:2                             | —                               | Товарищеский матч                                               |
| 29                              | 28 мая 1998                     | Швеция                          | 0:3                             | —                               | Товарищеский матч                                               |
| 30                              | 5 июня 1998                     | Камерун                         | 1:2                             | —                               | Товарищеский матч                                               |
| 31                              | 12 июня 1998                    | Саудовская Аравия               | 1:0                             | —                               | Чемпионат мира 1998                                             |
| 32                              | 18 июня 1998                    | ЮАР                             | 1:1                             | —                               | Чемпионат мира 1998                                             |
| 33                              | 24 июня 1998                    | Франция                         | 1:2                             | —                               | Чемпионат мира 1998                                             |
| 34                              | 28 июня 1998                    | Нигерия                         | 4:1                             | 1                               | Чемпионат мира 1998                                             |
| 35                              | 3 июля 1998                     | Бразилия                        | 2:3                             | —                               | Чемпионат мира 1998                                             |
| 36                              | 19 августа 1998                 | Чехия                           | 0:1                             | —                               | Товарищеский матч                                               |
| 37                              | 5 сентября 1998                 | Беларусь                        | 0:0                             | —                               | Чемпионат Европы 2000 (отбор)                                   |
| 38                              | 10 октября 1998                 | Уэльс                           | 1:2                             | —                               | Чемпионат Европы 2000 (отбор)                                   |
| 39                              | 14 октября 1998                 | Швейцария                       | 1:1                             | —                               | Чемпионат Европы 2000 (отбор)                                   |
| 40                              | 10 февраля 1999                 | Хорватия                        | 1:0                             | —                               | Товарищеский матч                                               |
| 41                              | 27 марта 1999                   | Италия                          | 1:2                             | —                               | Чемпионат Европы 2000 (отбор)                                   |
| 42                              | 28 апреля 1999                  | ЮАР                             | 1:1                             | —                               | Товарищеский матч                                               |
| 43                              | 18 августа 1999                 | Нидерланды                      | 0:0                             | —                               | Товарищеский матч                                               |
| 44                              | 4 сентября 1999                 | Швейцария                       | 2:1                             | —                               | Чемпионат Европы 2000 (отбор)                                   |
| 45                              | 8 сентября 1999                 | Италия                          | 3:2                             | —                               | Чемпионат Европы 2000 (отбор)                                   |
| 46                              | 10 октября 1999                 | Иран                            | 0:0                             | —                               | Товарищеский матч                                               |
| 47                              | 13 ноября 1999                  | Израиль                         | 5:0                             | —                               | Чемпионат Европы 2000 (отбор)                                   |
| 48                              | 17 ноября 1999                  | Израиль                         | 3:0                             | —                               | Чемпионат Европы 2000 (отбор)                                   |
| 49                              | 29 марта 2000                   | Португалия                      | 1:2                             | —                               | Товарищеский матч                                               |
| 50                              | 26 апреля 2000                  | Швеция                          | 0:1                             | —                               | Товарищеский матч                                               |
| 51                              | 16 июня 2000                    | Нидерланды                      | 0:3                             | —                               | Чемпионат Европы 2000                                           |
| 52                              | 21 июня 2000                    | Чехия                           | 0:2                             | —                               | Чемпионат Европы 2000                                           |
| 53                              | 16 августа 2000                 | Фарерские острова               | 2:0                             | —                               | Чемпионат Северной Европы 2000—2001                             |
| 54                              | 2 сентября 2000                 | Исландия                        | 2:1                             | —                               | Чемпионат мира 2002 (отбор) Чемпионат Северной Европы 2000—2001 |
| 55                              | 7 октября 2000                  | Северная Ирландия               | 1:1                             | —                               | Чемпионат мира 2002 (отбор)                                     |
| 56                              | 11 октября 2000                 | Болгария                        | 1:1                             | —                               | Чемпионат мира 2002 (отбор)                                     |
| 57                              | 15 ноября 2000                  | Германия                        | 2:1                             | —                               | Товарищеский матч                                               |
| 58                              | 24 марта 2001                   | Мальта                          | 5:0                             | —                               | Чемпионат мира 2002 (отбор)                                     |
| 59                              | 28 марта 2001                   | Чехия                           | 0:0                             | —                               | Чемпионат мира 2002 (отбор)                                     |
| 60                              | 25 апреля 2001                  | Словения                        | 3:0                             | —                               | Товарищеский матч                                               |
| 61                              | 2 июня 2001                     | Чехия                           | 2:1                             | —                               | Чемпионат мира 2002 (отбор)                                     |
| 62                              | 6 июня 2001                     | Мальта                          | 2:1                             | —                               | Чемпионат мира 2002 (отбор)                                     |
| 63                              | 15 августа 2001                 | Франция                         | 0:1                             | —                               | Товарищеский матч                                               |
| 64                              | 1 сентября 2001                 | Северная Ирландия               | 1:1                             | —                               | Чемпионат мира 2002 (отбор)                                     |
| 65                              | 5 сентября 2001                 | Болгария                        | 2:0                             | —                               | Чемпионат мира 2002 (отбор)                                     |
| 66                              | 6 октября 2001                  | Исландия                        | 6:0                             | —                               | Чемпионат мира 2002 (отбор)                                     |
| 67                              | 17 мая 2002                     | Камерун                         | 2:1                             | —                               | Товарищеский матч                                               |
| 68                              | 26 мая 2002                     | Тунис                           | 2:1                             | —                               | Товарищеский матч                                               |
| 69                              | 1 июня 2002                     | Уругвай                         | 2:1                             | —                               | Чемпионат мира 2002                                             |
| 70                              | 6 июня 2002                     | Сенегал                         | 1:1                             | —                               | Чемпионат мира 2002                                             |
| 71                              | 11 июня 2002                    | Франция                         | 2:0                             | —                               | Чемпионат мира 2002                                             |
| 72                              | 15 июня 2002                    | Англия                          | 0:3                             | —                               | Чемпионат мира 2002                                             |
| 73                              | 7 сентября 2002                 | Норвегия                        | 2:2                             | —                               | Чемпионат Европы 2004 (отбор)                                   |
| 74                              | 20 ноября 2002                  | Польша                          | 2:0                             | —                               | Товарищеский матч                                               |
| 75                              | 30 апреля 2003                  | Украина                         | 1:0                             | —                               | Товарищеский матч                                               |
| 76                              | 7 июня 2003                     | Норвегия                        | 1:0                             | —                               | Чемпионат Европы 2004 (отбор)                                   |
| 77                              | 20 августа 2003                 | Финляндия                       | 1:1                             | —                               | Товарищеский матч                                               |
| 78                              | 10 сентября 2003                | Румыния                         | 2:2                             | —                               | Чемпионат Европы 2004 (отбор)                                   |
| 79                              | 11 октября 2003                 | Босния и Герцеговина            | 1:1                             | —                               | Чемпионат Европы 2004 (отбор)                                   |
| 80                              | 16 ноября 2003                  | Англия                          | 3:2                             | —                               | Товарищеский матч                                               |
| 81                              | 18 февраля 2004                 | Турция                          | 1:0                             | —                               | Товарищеский матч                                               |
| 82                              | 28 апреля 2004                  | Шотландия                       | 1:0                             | —                               | Товарищеский матч                                               |
| 83                              | 30 мая 2004                     | Эстония                         | 2:2                             | —                               | Товарищеский матч                                               |
| 84                              | 5 июня 2004                     | Хорватия                        | 1:2                             | —                               | Товарищеский матч                                               |
| 85                              | 14 июня 2004                    | Италия                          | 0:0                             | —                               | Чемпионат Европы 2004                                           |
| 86                              | 18 июня 2004                    | Болгария                        | 2:0                             | —                               | Чемпионат Европы 2004                                           |
| 87                              | 22 июня 2004                    | Швеция                          | 2:2                             | —                               | Чемпионат Европы 2004                                           |
| 88                              | 27 июня 2004                    | Чехия                           | 0:3                             | —                               | Чемпионат Европы 2004                                           |
| 89                              | 18 августа 2004                 | Польша                          | 5:1                             | —                               | Товарищеский матч                                               |
| 90                              | 4 сентября 2004                 | Украина                         | 1:1                             | —                               | Чемпионат мира 2006 (отбор)                                     |
| 91                              | 9 октября 2004                  | Албания                         | 2:0                             | —                               | Чемпионат мира 2006 (отбор)                                     |
| 92                              | 13 октября 2004                 | Турция                          | 1:1                             | —                               | Чемпионат мира 2006 (отбор)                                     |
| 93                              | 26 марта 2005                   | Казахстан                       | 3:0                             | —                               | Чемпионат мира 2006 (отбор)                                     |
| 94                              | 30 марта 2005                   | Украина                         | 0:1                             | —                               | Чемпионат мира 2006 (отбор)                                     |
| 95                              | 8 июня 2005                     | Албания                         | 3:1                             | —                               | Чемпионат мира 2006 (отбор)                                     |
| 96                              | 3 сентября 2005                 | Турция                          | 2:2                             | —                               | Чемпионат мира 2006 (отбор)                                     |
| 97                              | 7 сентября 2005                 | Грузия                          | 6:1                             | —                               | Чемпионат мира 2006 (отбор)                                     |
| 98                              | 12 октября 2005                 | Казахстан                       | 2:1                             | —                               | Чемпионат мира 2006 (отбор)                                     |
| 99                              | 27 мая 2006                     | Парагвай                        | 1:1                             | —                               | Товарищеский матч                                               |
| 100                             | 31 мая 2006                     | Франция                         | 0:2                             | —                               | Товарищеский матч                                               |
| 101                             | 16 августа 2006                 | Польша                          | 2:0                             | —                               | Товарищеский матч                                               |
| 102                             | 1 сентября 2006                 | Португалия                      | 4:2                             | —                               | Товарищеский матч                                               |
| 103                             | 6 сентября 2006                 | Исландия                        | 2:0                             | —                               | Чемпионат Европы 2008 (отбор)                                   |
| 104                             | 15 ноября 2006                  | Чехия                           | 1:1                             | —                               | Товарищеский матч                                               |
| 105                             | 8 сентября 2007                 | Швеция                          | 0:0                             | —                               | Чемпионат Европы 2008 (отбор)                                   |
| 106                             | 12 сентября 2007                | Лихтенштейн                     | 4:0                             | —                               | Чемпионат Европы 2008 (отбор)                                   |
| 107                             | 13 октября 2007                 | Испания                         | 1:3                             | —                               | Чемпионат Европы 2008 (отбор)                                   |
| 108                             | 17 октября 2007                 | Латвия                          | 3:1                             | —                               | Чемпионат Европы 2008 (отбор)                                   |

Итого: 108 матчей / 2 гола; 55 побед, 29 ничьих, 24 поражения.